# Françoise-Albine Benoist
Françoise-Albine Puzin de la Martinière (Lyon, 1724 o 1731 - París,  1808 o 1809) fue una escritora francesa, autora de numerosas novelas y varias obras de teatro, algunas de ellas nunca representadas. También fue periodista para el Journal des Dames; su obra maestra es, sin duda Les Aveux d'une jolie femme.
Poco se conoce de la biografía de Françoise-Albina Puzin, aunque si se sabe que se casó en abril de 1754 con el pintor y dibujante Jean-Marie Benoist, y si se creyera a Manon Roland, Puzin de la Martinière se convirtió quizás en la musa de Demoustier para la heroína de Lettres à Emilie, que no tenía la virtud de ser demasiado tacaña, a diferencia de las protagonistas de sus novelas.

## Obras
- Journal en forme de Lettres, mêlé de critiques et d'anecdotes, 1757.
- Mes principes, ou la Vertu raisonnée, 2 partes, Cuissart, Ámsterdam y Parás, 1759.
- Élisabeth, 4 part., in-12, Arkstée et Merkus, Ámsterdam, 1766. (Novela epistolar).
- Céliane, ou les Amans séduits par leurs vertus, in-12, 1766. (reeditada en 2002, presentación y notas de Olga B. Cragg, Colección: Lire le dix-huitième siècle, Saint-Etienne, ISBN 978-2-86272-272-6
- Lettres du colonel Talbert, 4 partes, 1766.
- Agathe et Isidore, 2 partes, Durand, Ámsterdam, 1768.
- Le Triomphe de la probité, comedia en dos actos en prosa, en Le Jay, París, 1768.
- La Supercherie réciproque, comedia en un acto en prosa, 1768.
- Sophronie, ou Leçons d'une mère à sa fille, Londres y París, 1769.
- L'Erreur des Désirs, 2 vol., 1769.
- Folie de la prudence humaine, Ámsterdam y París, 1771.
- Les Aveux d'une jolie femme, Bruselas y París, 2 vol., 1781.
- Lettres sur le désir de plaire, 1786.